# Copa do Mundo de Voleibol Feminino
A Copa do Mundo de Voleibol Feminino é uma competição de voleibol feminino organizada pela Federação Internacional de Voleibol (FIVB). Criada em 1973, é um evento qualificatório para os Jogos Olímpicos.

## História

### Origens
A Copa do Mundo foi criada em 1965 com o propósito de preencher, ao menos parcialmente, o espaço entre os dois torneios mais importantes do vôlei, os Jogos Olímpicos e o Campeonato Mundial, que acontecem em ciclos alternados de quatro anos. A criação de uma terceira competição internacional permitiria que apenas um em cada quatro anos passasse sem nenhum evento de alto nível.
A Copa do Mundo seria disputada no ano seguinte aos Jogos Olímpicos. As duas primeiras edições do torneio eram restritas ao voleibol masculino, mas já em 1973 foi introduzida uma versão feminina. Originalmente, cada edição possuía um país-sede diferente. A partir de 1977, entretanto, a competição foi transferida em definitivo para o Japão.
Nos anos 1990, o estabelecimento de competições anuais de voleibol em nível internacional, tais como a Liga Mundial e o Grand Prix, tornou obsoletos os motivos que haviam levado à criação da Copa do Mundo. Para evitar o desaparecimento de um torneio já estabelecido, a FIVB reformatou a competição em 1991: ela seria disputada no ano anterior, e não posterior, às Olimpíadas, e funcionaria como um primeiro evento qualificatório internacional, garantindo ao vencedor participação direta nos jogos.
Esta decisão salvou a competição. A possibilidade de assegurar participação nos Jogos Olímpicos sem ter de submeter-se aos difíceis torneios qualificatórios continentais tornava o torneio interessante para todas as federações nacionais. Em 1995, o número de vagas foi aumentado para três, e assim permaneceu até 2011. A partir de 2015, a federação internacional decidiu diminuir o número de vagas para duas, além de proibir o país sede das Olimpíadas seguintes de participar do campeonato. Caso a equipe tenha competido na edição anterior da Copa do Mundo, a FIVB optou por manter os pontos para que o país não seja prejudicado no ranking mundial.

### Resultados
A Copa do Mundo feminina tem dois grandes vencedores, assim como a versão masculina do torneio: Cuba e China.
A primeira edição do torneio foi vencida pela União Soviética. Finalista em 1973, o Japão conquistou o ouro em 1977. Lideradas por uma das maiores estrelas da história do voleibol, a atacante Lang Ping, as chinesas venceram as duas edições seguintes, em 1981 e 1985.
Com uma primeira vitória em 1989, deu-se início à surpreendente carreira do time cubano na Copa do Mundo. Com o torneio já funcionando como qualificatória para as Olimpíadas, as caribenhas obtiveram a medalha de ouro por mais três vezes consecutivas, em 1991, 1995 e 1999.
Finalmente, a China retornou ao lugar mais alto do pódio em 2003, com um time que destacava-se por suas habilidades ofensivas, e voltou a conquistar o título em 2015 e 2019 com Lang Ping como técnica da equipe ambas as vezes.
Treze edições do torneio foram disputadas até hoje; em nove oportunidades foram vencidas por China ou Cuba. Apenas nas duas primeiras em 1973 e 1977 algum outro time obteve o título e nas edições de 2007 e 2011, quando foi conquistado pela Itália.
Na sua última edição prevista, em 2023, a Copa do Mundo será realizada concomitantemente com a etapa do Japão do Torneio Pré-Olímpico para os Jogos Olímpicos de 2024.

## Formato da competição
O formato da competição empregado na Copa do Mundo foi um dos mais estáveis dentre aqueles que adotados nos torneios internacionais organizados pela FIVB. As seguintes regras se aplicaram na maioria das edições:
- A competição é disputada no Japão.
- Doze times participam em cada uma das duas versões: dez por meio de qualificação, dois a convite.
- O Japão sempre está qualificado, por ser país-sede.
- O país sede das Olimpíadas seguintes não pode participar, por já estar qualificado para o Torneio Olímpico.[3]
- Nove times qualificam-se através dos campeonatos continentais de cada confederação.
- Os outros dois times são convidados a participar diretamente pela FIVB.
- A competição é dividida em exatamente duas fases (chamadas "legs").
- Os times são divididos em duas chaves.
- Na primeira fase, cada time disputa uma partida com cada um dos outros times de sua chave.
- Na segunda fase, cada time disputa uma partida com cada um dos times da outra chave.
- As partidas são realizadas continuamente, ao longo de duas semanas, com interrupções de um dia a cada dois ou três dias. A cada dia, são disputadas seis partidas.
- A classificação final é determinada pelos critérios usualmente adotados no voleibol: número de vitórias, número de pontos, média de sets (set average), média de pontos (point average), confronto direto.[8]
- Os dois melhores times no cômputo geral, independentemente das chaves, qualificam-se para os próximos Jogos Olímpicos.[2]
- As regras para a convocação de atletas são bastante restritas. Cada time só pode indicar quatorze atletas, e trocas fora dos prazos legais não são permitidas nem mesmo no caso de acidentes.

## Quadro de medalhas
| Ordem | País           | Medalha de ouro | Medalha de prata | Medalha de bronze |   |
| ----- | -------------- | --------------- | ---------------- | ----------------- | - |
| 1     | China          | 5               | 1                | 3                 | 9 |
| 2     | Cuba           | 4               | 2                | 0                 | 6 |
| 3     | Itália         | 2               | 0                | 0                 | 2 |
| 4     | Rússia         | 1               | 2                | 4                 | 7 |
| 5     | Japão          | 1               | 2                | 1                 | 4 |
| 6     | Turquia        | 1               | 0                | 0                 | 1 |
| 7     | Brasil         | 0               | 4                | 1                 | 5 |
| 8     | Estados Unidos | 0               | 2                | 3                 | 5 |
| 9     | Sérvia         | 0               | 1                | 0                 | 0 |
| 10    | Coreia do Sul  | 0               | 0                | 2                 | 2 |

## MVPspor edição
- 1973 – Desconhecido
- 1977 – Desconhecido
- 1981 – CHN Sun Jinfang
- 1985 – CHN Lang Ping
- 1989 – CUB Mireya Luis
- 1991 – USA Caren Kemner
- 1995 – CUB Mireya Luis
- 1999 – CUB Taismary Agüero
- 2003 – POL Małgorzata Glinka
- 2007 – ITA Simona Gioli
- 2011 – ITA Carolina Costagrande
- 2015 – CHN Zhu Ting
- 2019 – CHN Zhu Ting